# Unión Centroamericana de Fútbol
La Unión Centroamericana de Fútbol, comúnmente conocida por sus siglas Uncaf, representa a las asociaciones nacionales de América Central. La Uncaf es un organismo subordinado a la Concacaf, y por ende, a la FIFA.
La Uncaf organizaba la Copa Centroamericana, jugada cada dos años. Su primera edición fue en 1991, y por lo general se presentan los 7 equipos de la región Centroamericana. Costa Rica es la selección con mayor números de títulos, ganando la copa en 8 ocasiones (1991, 1997, 1999, 2003, 2005, 2007, 2013 y 2014). Honduras, el actual campeón, ha ganado el torneo cuatro veces (1993, 1995, 2011 y 2017).  Guatemala logró salir campeón en el 2001 y  Panamá ganadora en el 2009. Este torneo era clasificatorio para la Copa de Oro de la Concacaf.
Además, por iniciativa de la FESFUT, en 2014 se realizó la primera edición de la Copa Centroamericana de Fútbol Playa en el primer estadio de esa modalidad del área en El Salvador, teniendo 4 selecciones participantes: Belice, Costa Rica, Guatemala y El Salvador, que resultó campeón.

## Miembros asociados
| País        | Federación                                                    | Fundación | Afiliación a la Uncaf | Selecciones        | Entrenador                                                                |
| ----------- | ------------------------------------------------------------- | --------- | --------------------- | ------------------ | ------------------------------------------------------------------------- |
| Belice      | Federación de Fútbol de Belice (FFB)                          | 1980      | 1992                  | Masculina Femenina | Carlos Slusher (masculina) Wayne Francis (femenina)                       |
| Costa Rica  | Federación Costarricense de Fútbol (FCRF)                     | 1921      | 1950                  | Masculina Femenina | Miguel Herrera (masculina) Benito Rubido (femenina)                       |
| El Salvador | Federación Salvadoreña de Fútbol (FESFUT)                     | 1935      | 1938                  | Masculina Femenina | Hernan Darío Gómez (masculina) Eric Acuña (femenina)                      |
| Guatemala   | Federación Nacional de Fútbol de Guatemala (FEDEFUT GUATE)    | 1919      | 1946                  | Masculina Femenina | Luis Fernando Tena (masculina) Karla Alemán (femenina)                    |
| Honduras    | Federación Nacional Autónoma de Fútbol de Honduras (FENAFUTH) | 1951      | 1951                  | Masculina Femenina | Reinaldo Rueda (masculina) Fernando Banegas (femenina)                    |
| Nicaragua   | Federación Nicaragüense de Fútbol (FENIFUT)                   | 1931      | 1950                  | Masculina Femenina | Marco Antonio Figueroa (masculina) Dorival Bueno (femenina)               |
| Panamá      | Federación Panameña de Fútbol (FEPAFUT)                       | 1937      | 1938                  | Masculina Femenina | Thomas Christiansen (masculina) María Antonia "Toña" Is Piñera (femenina) |

## Clasificación Mundial de la FIFA
La más reciente Clasificación mundial de la FIFA del 20 de julio de 2023 muestra a los equipos de la UNCAF:

| Puesto Ranking FIFA  | País        | Puntos | Cambio |
| -------------------- | ----------- | ------ | ------ |
| 45º - 4º Concacaf    | Panamá      | 1453   | 12     |
| 46.º - 5º Concacaf   | Costa Rica  | 1453   | 4      |
| 75.º - 7º Concacaf   | El Salvador | 1325   | 1      |
| 79.º - 8º Concacaf   | Honduras    | 1309   | 2      |
| 107.º - 12º Concacaf | Guatemala   | 1186   | 9      |
| 141.º - 14º Concacaf | Nicaragua   | 1076   | 1      |
| 177º - 26º Concacaf  | Belice      | 939    | 0      |

## Participaciones en la Copa de Oro de la Concacaf

### Masculina
| Selección   | Participaciones | Última edición |
| ----------- | --------------- | -------------- |
| Costa Rica  | 23              | 2025           |
| Honduras    | 22              | 2025           |
| El Salvador | 20              | 2025           |
| Guatemala   | 20              | 2025           |
| Panamá      | 13              | 2025           |
| Nicaragua   | 5               | 2019           |
| Belice      | 1               | 2013           |

## Participaciones en Copas Mundiales

### Masculina
| Selección   | Participaciones | Última edición |
| ----------- | --------------- | -------------- |
| Costa Rica  | 6               | 2022           |
| Honduras    | 3               | 2014           |
| El Salvador | 2               | 1982           |
| Panamá      | 1               | 2018           |

### Femenina
| Selección  | Participaciones | Última edición |
| ---------- | --------------- | -------------- |
| Costa Rica | 2               | 2023           |
| Panamá     | 1               | 2023           |

## Participaciones en los Juegos Olímpicos

### Masculina
- Honduras; 5 participaciones
- Costa Rica; 3 participaciones
- Guatemala; 3 participaciones
- El Salvador; 1 participación

### Femenina
- Ninguna

## Clásicos Centroamericanos

### Masculina
- Costa Rica -  Guatemala
- Nicaragua -  Belice
- Honduras -   Costa Rica
- Panamá -   Costa Rica
- Honduras -  Panamá
- Guatemala -  Panamá
- El Salvador -  Honduras

## Competencias

### Torneos de selecciones nacionales

#### Competiciones masculinas
| Competición          | Último campeón | Última edición | Estado  |
| -------------------- | -------------- | -------------- | ------- |
| Copa Centroamericana | Honduras       | 2017           | Extinta |
| Torneo Uncaf Sub-19  | Guatemala      | 2024           | Activa  |
| Torneo Uncaf Sub-17  | Honduras       | 2022           | Activa  |
| Torneo Uncaf Sub-15  | Guatemala      | 2023           | Activa  |

#### Competiciones femeninas
| Competición                  | Último campeón | Última edición | Estado |
| ---------------------------- | -------------- | -------------- | ------ |
| Torneo Femenino Uncaf Sub-19 | Panamá         | 2025           | Activa |

### Torneos de clubes

#### Competiciones masculinas
| Competición                      | Último campeón             | Última edición | Estado  |
| -------------------------------- | -------------------------- | -------------- | ------- |
| Copa Interclubes de la UNCAF     | F. C. Motagua              | 2007           | Extinta |
| Torneo Grandes de Centroamérica  | Deportivo Saprissa         | 1998           | Extinta |
| Copa Fraternidad Centroamericana | C. S. D. Comunicaciones    | 1983           | Extinta |
| Copa Centroamericana de Concacaf | Liga Deportiva Alajuelense | 2024           | Activa  |
| Copa Interclubes de la Uncaf U17 | C. D. Plaza Amador         | 2022           | Activa  |

#### Competiciones femeninas
| Competición                           | Último campeón    | Última edición | Estado |
| ------------------------------------- | ----------------- | -------------- | ------ |
| Copa Interclubes de la Uncaf Femenino | L. D. Alajuelense | 2025           | Activa |

## Campeonatos nacionales

### Masculino
| País        | Liga nacional    | Campeón vigente    | Última edición |
| ----------- | ---------------- | ------------------ | -------------- |
| Costa Rica  | Primera División | C. S. Herediano    | C 2025         |
| Honduras    | Liga Nacional    | C. D. Olimpia      | C 2025         |
| Panamá      | Primera División | C. D. Plaza Amador | A 2025         |
| El Salvador | Primera División | Alianza F. C.      | C 2025         |
| Nicaragua   | Primera División | Managua F. C.      | C 2025         |
| Belice      | Liga Premier     | Verdes F. C.       | C 2025         |
| Guatemala   | Liga Nacional    | Antigua G.F.C.     | C 2025         |

### Femenino
| País       | Liga nacional    | Campeón vigente   | Última edición |
| ---------- | ---------------- | ----------------- | -------------- |
| Costa Rica | Primera División | L. D. Alajuelense | 2024           |
| Guatemala  | Liga Nacional    | C.S.D. Municipal  | A 2024         |
| Panamá     | Primera División | F. C. Chorrillo   | A 2025         |

Nota: Solo se incluyen los que poseen artículos actualizados.